# Postal III
Postal III är en tredjepersonsskjutare som utvecklades av Running with Scissors, Inc.. Det är det tredje spelet i serien Postal, och släpptes i Nordamerika i december 2011 för Microsoft Windows. Versioner till Linux, Mac OS, Xbox 360 och  PlayStation 3 rapporterades under senare delen av utvecklingen, men de versionerna släpptes aldrig. Spelet utvecklades under namnet Postal 3: Catharsis fram till den 18 oktober 2006, då den slutgiltiga titeln avslöjades: Postal III.
Postal III är liksom dess föregångare, Postal 2, likt en sandlåda, det vill säga spelaren har möjlighet att fritt röra sig på kartorna och experimentera. Många kändisar medverkar, till exempel filmstjärnor och Playboy Playmates. Även Uwe Boll, regissören av filmen Postal (film), medverkar i spelet.
I Postal III flyttar Postal Dude till staden Catharsis. En skillnad jämfört med föregångaren är att spelet inte baseras på Unreal Engine utan på Source-motorn. Dessutom är Postal III en tredjepersonsskjutare, medan Postal 2 är en förstapersonsskjutare.

## Översättning
Den här artikeln är helt eller delvis baserad på material från engelskspråkiga Wikipedia, Postal III, tidigare version.